# سوپ

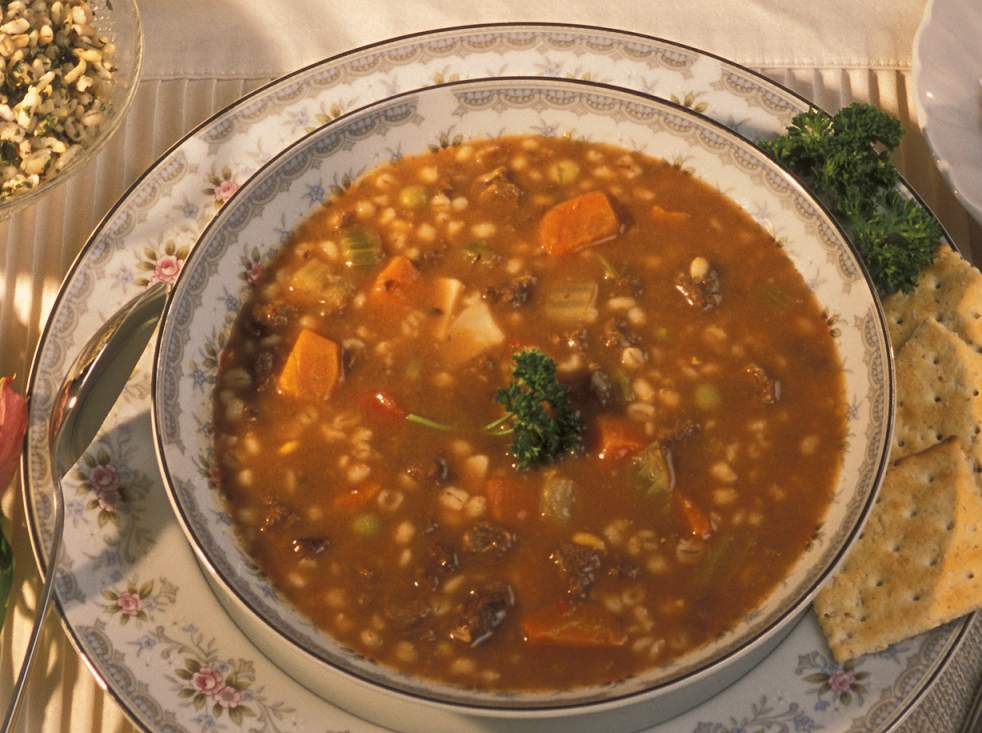
سوپ با گوشت، سبزیجات و جو

سوپ (به فرانسوی: soupe) یا آش مایعی خوراکی و غنی از مواد مغذی است که معمولاً به‌صورت گَرم مصرف می‌شود. مصرف آن در برنامهٔ غذایی نقشی بسیار اساسی دارد. سوپ، از مواد غذایی مختلف نظیر آب، سبزیجات، گوشت، گوشت چرخ‌کرده، دانه ها، روغن، ادویه، نمک خوراکی و دیگر افزودنی‌ها تهیه می‌شود. علاوه بر این، سوپ به‌عنوان پیش‌غذا برای باز شدن اشتهای افراد و معمولاً همراه یک غذای اصلی سرو می‌شود. به‌طور کلی سوپ‌ها به دو نوع کلی تقسیم می‌شوند: سوپ‌های رقیق و سوپ‌های غلیظ.
در اصل سوپ‌ها در گذشته خود غذایی کامل بوده‌اند که اساس آن‌ها برپایهٔ گوشت قرمز، گوشت ماکیان، گوشت خوک یا ماهی بوده‌است. شکل فعلی سوپ و مواد تشکیل‌دهندهٔ آن قدمت چندانی ندارد و به قرن ۱۹ بازمی‌گردد.

## ادویه سوپ
سوپ‌ها ادویه‌های خاصی دارند که خیلی گسترده و سلیقه‌ای هست، پس بسته به ذائقه شخصی به آن‌ها ادویه می‌زنند؛ مثلاً به سوپ جو کمی پودر آویشن می‌زنند. بعضی سوپ‌ها با مزهٔ تند مطبوع‌تر هستند و از فلفل و طعم‌دهنده‌های تند مزه در آن‌ها استفاده می‌شود. بعضی از آن‌ها نیز با طعم شیرین سرو می‌شوند و در آن‌ها از شکر یا عسل استفاده می‌شود.

## سبزیجات سوپ
در تهیهٔ سوپ‌ها، از انواع سبزیجات استفاده می‌شود؛ اما سبزیجاتی که کاربرد بیشتری دارند شامل انواع کلم، هویج، ذرت، نخود فرنگی، کرفس، جعفری، سیر، پیازچه و پیاز است.

## گوناگونی
سوپ‌ها گوناگونی و تنوع بسیار زیادی دارند و به چند دسته تقسیم می‌شوند که نمونه‌هایی از آن‌ها عبارت‌اند از:

### سوپ‌های میوه
- سوپ آلبالو
- سوپ آووکادو
- سوپ انار
- سوپ سیب
- سوپ ملون
- سوپ میوه

### سوپ‌های سبزیجات
- سوپ آب‌تره
- سوپ اسفناج
- سوپ بامیه
- سوپ برش
- سوپ پیاز
- سوپ ترشی
- سوپ تره‌فرنگی
- سوپ تورتیلا
- سوپ خیار
- سوپ سبزیجات
- سوپ سیب‌زمینی شیرین
- سوپ عدس
- سوپ کاهو
- سوپ کدو حلوایی
- سوپ کلم
- گازپاچو
- سوپ گزنه
- سوپ گوجه‌فرنگی

### سایر سوپ‌ها
- سوپ آبجو
- سوپ بالهٔ کوسه
- سوپ بیکن
- سوپ تاکو
- سوپ ترشک
- سوپ جو
- سوپ سیرابی
- سوپ سیاه
- سوپ مار
- سوپ ماندل
- سوپ مرغ
- سوپ میسو
- سوپ نان